# Achdé
Pour l’article ayant un titre homophone, voir HD.
Hervé Darmenton dit Achdé, né le 30 juillet 1961 à Lyon, est un illustrateur, scénariste et dessinateur de bande dessinée français. 
Son pseudonyme vient de ses initiales, H-D à l'instar de Hergé, Jijé, Jidéhem, etc.
Après avoir surtout signé des séries humoristiques d'une seule planche comme C.R.S = Détresse (1991-2007) Doc Véto (2000-2002) , Les Damnés de la route (2000-2016), Les Hockeyeurs (2009-2016), il connaît un gros succès commercial en reprenant le dessin du classique de la bande dessinée franco-belge Lucky Luke, créé par Morris en 1946.
Depuis 2011, il écrit et dessine seul la série dérivée Kid Lucky.

## Biographie

### Débuts dans la BD (années 1980)
Achdé est issu d'une famille rapatriée du Maroc. Adolescent, il participe à divers fanzines et publiant lui-même un petit journal BD pour ses copains de collège. Avant de devenir dessinateur professionnel, Achdé fait des études paramédicales et travaille comme manipulateur en électroradiologie à Montpellier puis à Nimes. Il abandonne cette carrière pour se consacrer au dessin en 1985. 
Il collabore alors à divers journaux et magazine dont Nimescope, À suivre, Jet, Calades, Midi Libre, Hot Bike, Ressources et autopublie sa première BD, Destins croisés en 1988 ; il réalise l'affiche du tout premier festival BD de Nîmes[réf. souhaitée]. Parallèlement à la BD, il ouvre un studio de création et réalise des illustrations pour diverses agences de publicité régionales et nationales. Il publie en 1988 Le Fantôme des Arènes aux éditions OTSI. En 1989 sort Nemaus chez Lacour Éditeur, son unique album dans un style réaliste.

### Progression (années 1990)
Contacté en 1990 par Dargaud, il rejoint la maison d'édition en 1991 et sort en 1993 le premier tome de CRS = Détresse, série humoristique qui connaîtra une douzaine de volumes. Il scénarise d'abord seul cette série puis avec l'aide d'Erroc. En 1996, pour le tome 4, c'est son ami Raoul Cauvin qui en écrit dès lors les textes et ce jusqu'en 2007. 
Parallèlement, Achdé participe à plusieurs albums collectifs et sort plusieurs albums toujours dans un registre humouristique : en 1997, sortent Woker, pour Dargaud Suisse, avec Widenlocher au scénario ; puis Big Twin aux éditions Soleil, réunissant les aventures d'une bandes de bikers, parues dans le magazine Hot Bike. Enfin, pour Dargaud, il dessine Doc Véto (3 tomes, 2000-2002) avec Christian Godard au scénario. Il participe aussi à Fort Braillard pour Spirou.
En 1999, il s'extirpe des gags en une planche en dessinant une ré-imagination de l'univers de Notre-Dame de Paris, La Esmeralda, chez Glénat. Jean-Marc Stalner scénarise les six tomes publiés de 1999 à 2002, qui marque un retour à un dessin semi-réaliste.
Durant la même période, il propose à Dargaud le projet de la série Les Profs, créée par Erroc, mais dont il serait le dessinateur. Le projet est refusé et sera refondu avec Pica au dessin, et présenté à l'éditeur Bamboo avec le succès commercial que l'on connait.
Chez Bamboo, Achdé lance en 2000 la série comique Les Damnés de la route. Il va livrer une dizaine d'albums, scénarisés par différents auteurs, et ce jusqu'en 2016. Mais depuis 2003, il s'investit surtout dans la reprise du dessin d'un classique de la bande dessinée franco-belge.

### Reprise et succès (années 2000)

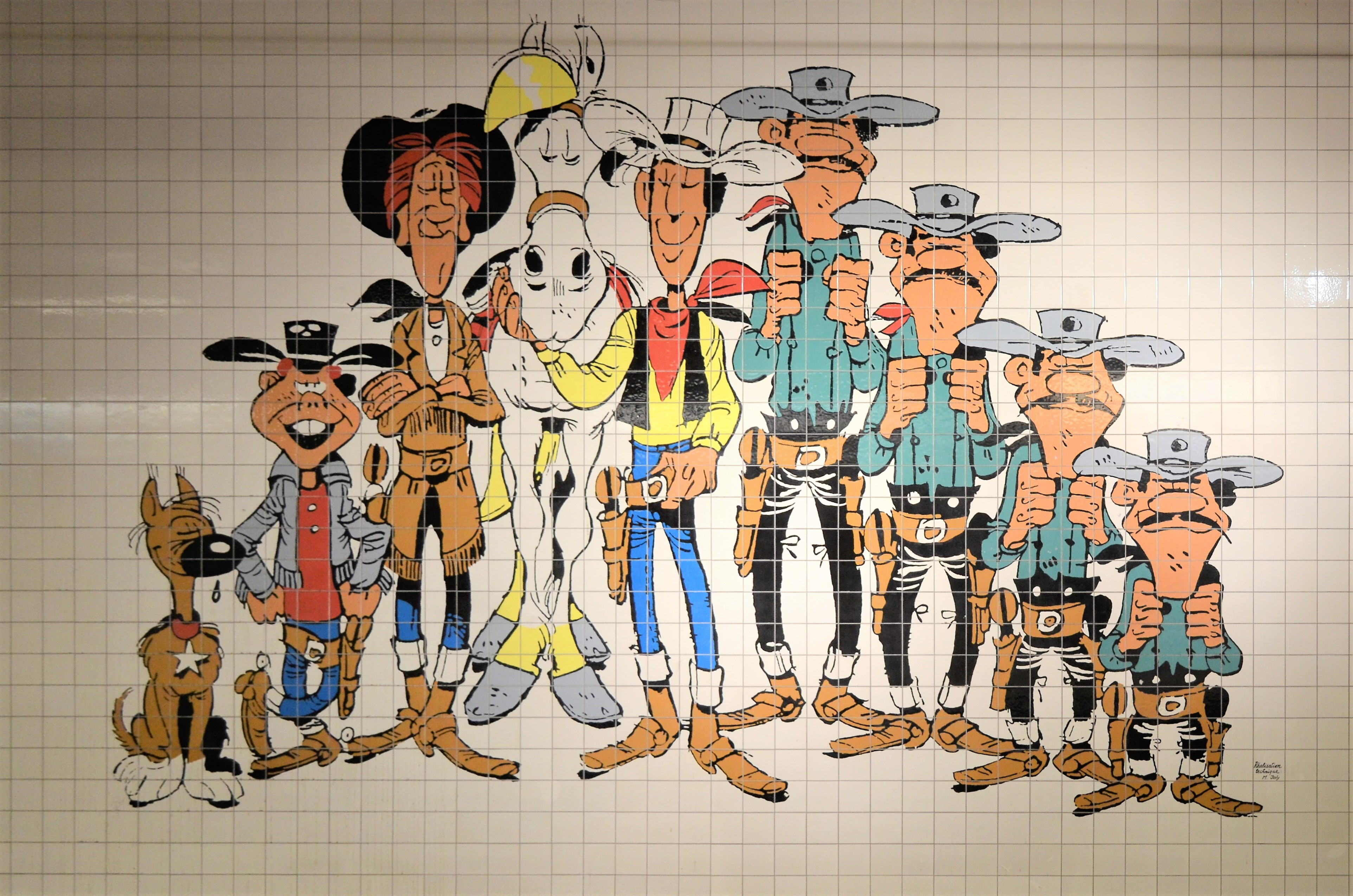
Les héros de Lucky Luke, issus d'une fresque réalisée en 1996 pour la station de métro de Charleroi, à Bruxelles.

En 2000, Morris et son éditeur de l'époque Lucky Productions lui demandent de réaliser une nouvelle reprise de Rantanplan en strips. Il en débute la réalisation, mais doit s'interrompre à la suite du décès de Morris en 2001. 
Il est alors testé sur la série officielle, Lucky Luke. En 2003 sort un album hors-série en format en demi-planche, intitulé Le Cuisinier Français, écrit par Claude Guylouis et dessiné par Achdé.
Depuis 2002, il est en effet le dessinateur officiel de la série, choisissant de rester fidèle à l'âge d'or graphique de Morris, durant les années 1960-1970. Il déclare alors : « Pour moi ç'a été un rêve d'enfant ; quand j'étais petit, Lucky Luke était mon héros préféré, et quand j'étais jeune, je voulais devenir dessinateur. » 
Une nouvelle série est inaugurée, intitulée Les Aventures de Lucky Luke d'après Morris, dont le premier album sort en 2004. Vont se succéder au scénario Laurent Gerra (4 tomes), Daniel Pennac et Tonino Benacquista, (2 tomes), mais à partir du septième album, sorti en 2016, c'est un autre auteur de Dargaud qui devient le scénariste attitré, Jul. Achdé participe parfois à l'écriture. Aujourd'hui[Quand ?] la série totalise plusieurs millions d'albums traduits dans plus de 16 langues[réf. nécessaire]. Son fils Mel, dessinateur lui aussi, en assure la mise en couleur. Le huitième tome, Un cow-boy à Paris figure dans le top 10 des meilleures ventes de l'année 2018, avec 319 000 exemplaires écoulés.
Parallèlement à ce succès, il lance quelques projets : en 2009, chez l'éditeur canadien Boomerang, à la suite d'un pari loufoque, il crée et dessine la série humoristique Les Canayens de Monroyal avec son fils. Bamboo en rachète les droits de traduction et la publie sous le titre Les Hockeyeurs.
En 2011, chez Dargaud, il relance seul la série dérivée Kid Lucky, univers conçu en 1995 par Yann le Pennetier et Didier Conrad, mais resté sans suite après deux albums au ton plutôt irrévérencieux. Achdé réoriente la série vers un très jeune public et préfère aux longues aventures des gags en une planche, précédés pour chaque album d'une histoire courte, sur le modèle de la série à succès Le Petit Spirou. Achdé sort un album tous les deux ans, en alternance avec la série-mère.
En 2012, avec 6 autres caricaturistes, il publie ses portraits à la gouache de personnalités du western dans l'album Wanted, aux éditions Valentine. En 2018, il participe au numéro n°4200 du magazine Spirou, un numéro spécial intitulé Défenseur des droits de l’Homme, élaboré en partenariat avec l’Organisation des Nations unies, ce numéro est édité en album chez Dupuis en octobre 2019.
En 2023, il propose un projet inédit en dévoilant son premier artbook, publié aux éditions Caurette. Cet ouvrage contient des dessins et des peintures d’une multitude de styles.

## Œuvres

### Bandes dessinées
Note : Sauf mention contraire, le scénariste est Achdé lui-même

#### C.R.S = Détresse
- C.R.S = Détresse (1993),  (ISBN 978-2-205-04715-8)
- 3615 - Code Bavure (1994), scénario d'Erroc,  (ISBN 978-2-205-04210-8)
- Danse avec les coups ! (1995), scénario d'Erroc,  (ISBN 978-2-205-04327-3)
- La semaine des 40 heurts ! (1996), scénario de Raoul Cauvin  (ISBN 978-2-205-04471-3)
- Le dernier rang part (1997), scénario de Raoul Cauvin  (ISBN 978-2-205-04531-4)
- La rossée du matin (1998), scénario de Raoul Cauvin (ISBN 2-205-04632-2)
- Mars Matrack ! (1999), scénario de Raoul Cauvin  (ISBN 978-2-205-04776-9)
- Coups, coups c'est nous ! (2000), scénario de Raoul Cauvin  (ISBN 978-2-205-04923-7)
- Battu en neige ! (2001), scénario de Raoul Cauvin,  (ISBN 978-2-205-05065-3)
- Dégelée sur l'herbe'' (2002), scénario de Raoul Cauvin,  (ISBN 978-2-205-05232-9)
- Baffes académie (2003), scénario de Raoul Cauvin,  (ISBN 978-2-205-05377-7)
- Gaz au mètre (2005), scénario de Raoul Cauvin,  (ISBN 978-2-205-05552-8)
- Des coups dans les urnes (2007), scénario de Raoul Cauvin,  (ISBN 978-2-205-05897-0)

#### Big Twin
- Big Twin (1997),  (ISBN 978-2-87764-637-6)

#### Woker
- Le secret de Tanzania (1997), scénario Achdé dessin Achdé/Roger Widenlocher,  (ISBN 978-2-88257-040-6)[6]

#### La Esmeralda
- Opus délit (1999), dessin de Jean-Marc Stalner,  (ISBN 978-2-7234-2936-8)
- Allegro quasi monstro (2001), dessin de Jean-Marc Stalner,  (ISBN 2-7234-3254-8)
- Requiem pour un sol mineur (2002), dessin de Jean-Marc Stalner,  (ISBN 978-2-7234-3674-8)
- La Esméralda interdite (hors série, 2001), dessin de Jean-Marc Stalner,  (ISBN 978-2-930110-54-7)
- La Esméralda interdite 2 (hors série, 2003), dessin de Jean-Marc Stalner,  (ISBN 978-2-930110-90-5)

#### Damnés de la route
- On achève bien les 2 chevaux (2000),  (ISBN 978-2-912715-18-0)
- L'homme qui murmurait à l'oreille des 2 chevaux (2001),  (ISBN 978-2-912715-31-9)
- Les 2 chevaux se cachent pour mourir (2002), scénario d'Achdé/Hervé Richez, (ISBN 978-2-912715-57-9)
- Vol au-dessus d'un nid de 2 chevaux (2004), dessin Achdé/Rodrigue,  (ISBN 978-2-915309-12-6)
- Sea, sex and deuche ! (2005), dessin Achdé/Rodrigue,  (ISBN 978-2-35078-003-0)
- Une 2 chevaux nommée Désir (2006), dessin Achdé/Rodrigue,  (ISBN 978-2-35078-115-0)
- 2 Chevaux sur la soupe (2009), dessin Achdé/Rodrigue  (ISBN 978-2-35078-298-0)
- Autant en emporte la deuche (2014), scénario Achdé, dessin Rudy  (ISBN 978-2-8189-2663-5)
- Les 2 chevaux font du ski ! (2015), scénario Achdé, dessin Rudy  (ISBN 978-2-8189-3290-2)
- Sortie de Route pour la deuche (2016), scénario Achdé, dessin Rudy

#### Wanted
- Wanted (2012), album collectif (Mulatier, Boro, Maëster, Coquelet, Da Costa, Lebeltel, Achdé)  (ISBN 979-10-90984-01-1)

#### Doc Véto
- 30 millions d'ami-maux (2000), scénario de Christian Godard,  (ISBN 978-2-205-04785-1)[7]
- Dites trente-wouah ! (2001), scénario de Christian Godard,  (ISBN 978-2-205-04908-4)
- Bêtes de scènes (2002), scénario de Christian Godard,  (ISBN 978-2-205-05127-8)

#### Les Aventures de Lucky Luke d'après Morris
- Le Cuisinier français (2003), scénario de Claude Guylouis,  (ISBN 978-2-88471-138-8)
- La Belle Province (2004), scénario de Laurent Gerra,  (ISBN 978-2-88471-135-7)[8]
- La Corde au cou (2006), scénario de Achdé/Laurent Gerra,  (ISBN 978-2-88471-177-7)
- L'Homme de Washington (2008), scénario de Laurent Gerra,  (ISBN 978-2-88471-239-2)
- Lucky Luke contre Pinkerton (2010), scénario de Daniel Pennac et Tonino Benacquista,  (ISBN 978-2-88471-257-6)
- Cavalier Seul (2012), scénario de Daniel Pennac et Tonino Benacquista,
- Les Tontons Dalton (2014), scénario de Laurent Gerra et Jacques Pessis
- La  Terre promise (2016), scénario de Jul[9]
- Un cow-boy à Paris (2018), scénario de Jul[10]
- Un cow-boy dans le coton (2020), scénario de Jul[11]
- L'Arche de Rantanplan (2022), scénario de Jul[12]
- Un cow-boy sous pression (2024), scénario de Jul

#### Les aventures de Kid Lucky
- L'apprenti Cowboy (2011) - scénario/dessin Achdé  (ISBN 978-2884-71317-7)
- Lasso périlleux (2013) - scénario/dessin Achdé  (ISBN 978-2-88471-343-6)
- Statue Squaw (2015) - scénario/dessin Achdé  (ISBN 978-2-88471-366-5)
- Suivez la flèche ! (2017) - scénario/dessin Achdé  (ISBN 978-2-88471-454-9)
- Kid ou double (2019) - scénario/dessin Achdé  (ISBN 978-2-88471-441-9)

#### Les Hockeyeurs
Note : Initialement publié sous le titre « Les Canayens de Monroyal » en 2009, 2010 et 2011 au Canada chez Boomerang éditeur.
- La Ligue des joueurs extraordinaires (octobre 2012), dessin de Achdé et Mel (ISBN 978-2-8189-2160-9)
- Hockey Corral (janvier 2013), dessin de Achdé et Mel (ISBN 978-2-8189-2225-5)
- Filet garni ! (octobre 2013), dessin de Achdé et Mel (ISBN 978-2-81892-503-4)
- Rondelle de gruyères (2016), dessin de Achdé et Mel

### Artbook
- Achdé, toujours plus à l'Ouest ! (février 2023, éditions Caurette, ISBN 978-2-3828-9053-0)